# Jordan (New York)
Jordan è un villaggio degli Stati Uniti d'America, situato nello stato di New York, nella contea di Onondaga.